# Tanzorchester

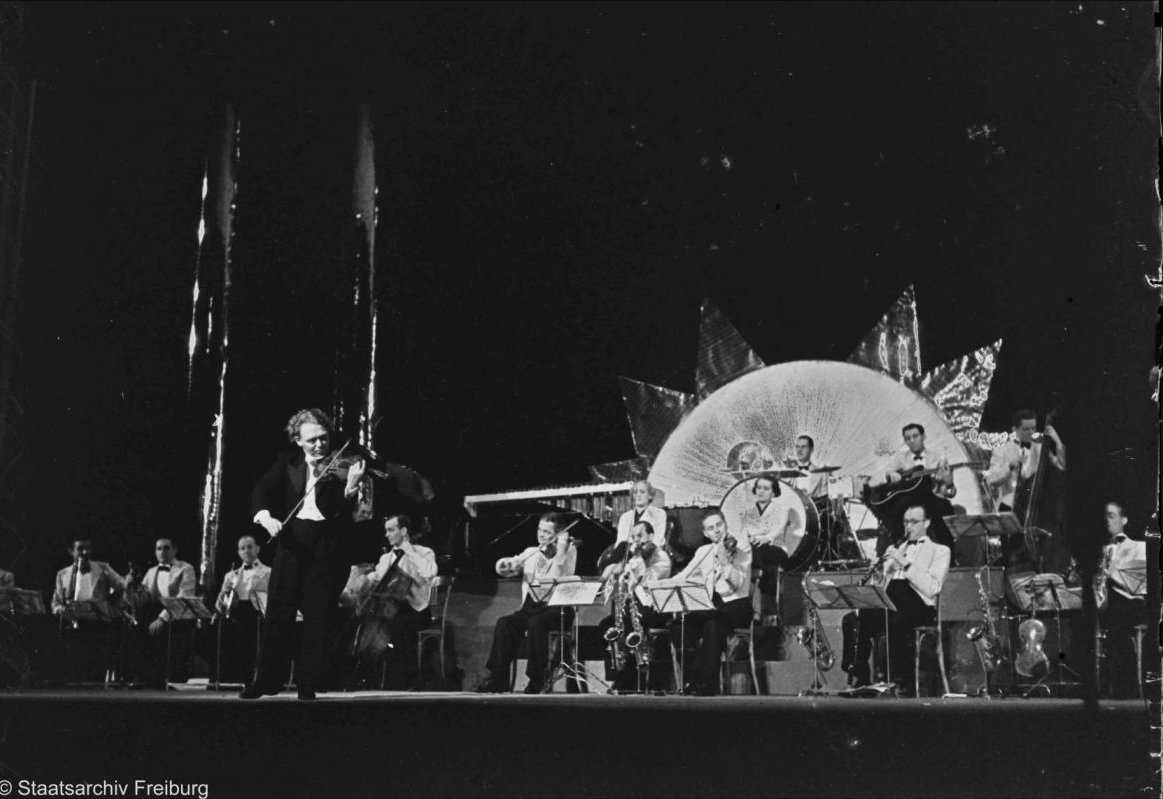
Bernard Etté mit seinem Tanzorchester in der Berliner Scala (1936)

Ein Tanzorchester ist ein großformatiges Orchester, das Tanzmusik spielt – Musik zum Tanzen, die in die jeweilige Zeit und zur jeweiligen Gesellschaft passt. Sie können als die deutsche Version der amerikanischen Big Bands angesehen werden, ähnlich wie die kleineren Salonorchester, in denen die Stimmen meist nur einzeln besetzt sind, den Small Bands entsprechen.

## Geschichte
Johann Strauss (Sohn) hatte am 15. Oktober 1844 im Wiener Café Dommayer seinen ersten Auftritt mit seinem Tanzorchester und gab Konzerte und Bälle in den Wirtshäusern.
Von den vielen Jazzstilen kam der Ragtime zuerst nach Deutschland und wurde von den ersten Tanzorchestern adaptiert. Erste deutsche Jazzplatte war der am 12. Dezember 1919 entstandene Tiger Rag / Indianola der Original Excentric Band (Bandleader F. Groundzell, Berlin; Homokord B-557, veröffentlicht am 15. Januar 1920). Bereits 1918 wurde mit dem UFA-Sinfonieorchester das erste Filmorchester Deutschlands gegründet, das vor allem für eine Vertonung der Stummfilme sorgte. Nach Einführung des Tonfilms 1930 nahm das Orchester im „Großen Synchronsaal“ in Babelsberg auf, wurde 1932 umbesetzt und hieß nun Ufaton-Orchester, später auch Ufa-Tanzorchester oder Ufaton-Jazzorchester. Sein Leiter war zunächst Ralph Erwin (eine seiner ersten Aufnahmen: Ins blaue Leben, aus dem Film Das schöne Abenteuer; Premiere: 18. August 1932), der jedoch wegen seiner jüdischen Herkunft bereits 1933 nach Frankreich emigrieren musste. Nachfolger waren insbesondere Lothar Brühne und Wilhelm Greiss.
Die Großen Tanzorchester standen zu dieser Zeit in der Tradition der Swing-Musik der Big Bands und haben neben Jazzmusik zunehmend in Deutschland Schlager in ihr Repertoire aufgenommen. Sie bestanden seit der Swingära regelmäßig nicht nur aus der Bläser- und der Rhythmusgruppe einer Bigband, sondern zusätzlich aus einer Streichergruppe. Durch Freistellung vom Wehrdienst verfügte Deutschland auch im Krieg über hervorragende Tanzorchester, allen voran das Große Tanzorchester des Deutschlandsenders unter Georg Haentzschel, gefolgt vom Ufa-Tanzorchester. Wilhelm Greiss leitete das Ufa-Orchester bei Klassikern wie Ohne Dich ist die ganze Welt für mich ohne Sonne (April 1932), Du bist mein guter Kamerad, mein Schatz (Dezember 1932), Schön ist jeder Tag, den Du mir schenkst, Marie Luise (Mai 1933), Frühling in Wien (November 1941), So schön wie heut‘, so müsst es bleiben (Dezember 1941), Heimat, Deine Sterne (Mai 1942), Hand in Hand geh’n wir zwei (November 1942), Liebesbriefe (August 1943) oder In der Nacht ist der Mensch nicht gern alleine (November 1943).
Da großformatige Tanzorchester schwer zu finanzieren waren, wurden sie meist von Hörfunksendern gegründet oder in diese integriert. Das war der Fall in Berlin, Hamburg, Köln, Stuttgart, Frankfurt und Baden-Baden. Auch Kurt Henkels wurde ab 1. September 1947 mit seinem Rundfunk-Tanzorchester Leipzig berühmt.

Willy Schneider - Man müsste noch mal zwanzig sein (Juni 1953) mit dem Tanzorchester Hermann Hagestedt

Ludwig Rüth hatte seit 1928 mit seinem Orchester etwa 400 Aufnahmen gemacht, bevor er 1938 Deutschland verließ, um seine jüdische Partnerin zu heiraten. Seine letzten Aufnahmen waren Im Radio gibt es heute Tanzmusik (aus dem Film Fremdenheim Filoda; 30. September 1937), Ich werde jede Nacht von Ihnen träumen (Dezember 1937) oder Wenn der Abend kommt (April 1938).
Egon Kaiser gründete sein Tanzorchester bereits 1929 und hatte Hits wie Südliches Feuer (Juni 1933), Wenn es ein Glück gibt (Dezember 1933), Du bist mir so sympathisch (1934), Hör‘ mal zu, wir sagen Du (Oktober 1934), Die Nacht ist nicht allein zum Schlafen da (Film Tanz auf dem Vulkan; 30. November 1938), Kann denn Liebe Sünde sein? (Januar 1939), Zum 5 Uhr-Tee / In meinem Garten blühn‘ die ersten Veilchen (August 1939), Die hinter den Gardinen spionieren (1939).
Die großen Tanzorchester fungierten seither als typische Begleitung von Schlagerinterpreten bei Schallplattenaufnahmen. So spielten für Fred Bertelmann abwechselnd Friedel Berlipp (34 Titel), Heinz Alisch (21), Kurt Edelhagen (8) oder Erwin Lehn (6). Margot Eskens holte bei 26 Titeln Kurt Edelhagen, bei 24 Titeln Adalbert Luczkowski und bei 12 Titeln Werner Müller ins Tonstudio. Luczkowski spielte bei 19 Aufnahmen für Angèle Durand, während Berlipp es bei ihr auf 13 Einsätze brachte. Rekordhalter war Luczkowski, der es allein für René Carol auf 92 Einsätze brachte. Für Tanzorchester war damit neben öffentlichen Auftritten die Studioarbeit die zweit wichtigste Einnahmequelle.
Die große Zeit der Tanzorchester kam nach dem Zweiten Weltkrieg im deutschen Hörfunk. Anstatt der Originalaufnahmen von Schallplatten spielten die deutschen Sender Eigenproduktionen der Tanzorchester. Der relativ geringe Musikanteil – im Mittagsprogramm gerade einmal 46 Prozent – wurde mit „leichter Unterhaltung“ durch Tanzorchester bestritten. So stand am 9. Oktober 1953 Helmut Zacharias mit seinem Tanzorchester auf dem Programm Musik am Mittag des NWDR, zuvor spielte Hermann Hagestedt ebenfalls Instrumentalmusik.

## Bandleader und Auftritte
Der Bandleader war bei Tanzorchestern und Salonorchestern meist der Gründer, Dirigent und Arrangeur. Die Orchester wurden wegen der herausragenden Position des Bandleaders häufig nach ihm benannt (Kurt Edelhagen, Friedel Berlipp, Adalbert Lutter). Auch in der Schweiz (Tanzorchester von Radio Beromünster unter der Leitung von Tibor Kasič) und Österreich (Horst-Winter-Tanzorchester) war das der Fall. Die Bandleader sorgten für die personelle Besetzung ihrer Tanzorchester. Durch die erforderliche Doppel- und Mehrfachbesetzung mit denselben Instrumenten gibt es in Tanzbands Saxophon- oder Trompetensätze, ihre Mitglieder heißen Satzbläser. Großformatige Tanzorchester bestanden in der Vergangenheit regelmäßig nicht nur aus einer Bläser- und einer Rhythmusgruppe, sondern auch aus einer Streichergruppe.
Tanz- oder Salonorchester traten gewöhnlich bei Tanztees oder Tanzbällen auf, begleiteten Schlagersänger bei Musikaufnahmen und spielten im Hörfunk. Hier wurden häufig nicht die Original-Schlager gespielt, sondern Instrumentalversionen der Tanzorchester.

## Berühmte Tanzorchester (sofern nicht im Text erwähnt)
Renommierte Tanzorchester sind oder waren:
- Deutsches Tanz- und Unterhaltungsorchester
- Dresdner Tanzsinfoniker
- Fritz Domina & Sein Tanzorchester
- Freddie Shaffer and the Victory Sweethearts
- Hugo Strasser und sein Tanzorchester
- Kölner Rundfunk-Tanzorchester
- Last Ballroom Orchester
- NWDR-Tanzorchester
- Jack Million Band
- Metropole Orkest
- Palast Orchester
- Pasadena Roof Orchestra
- Pepe Lienhard Orchester
- Paul Tremaine and His Band from Lonely Acres
- Radio Berlin Tanzorchester
- RIAS Tanzorchester
- Savoy Dance Orchestra
- SFB-Tanzorchester
- Spanish Harlem Orchestra
- SWR Big Band
- Tanz- und Unterhaltungsorchester des Hessischen Rundfunks
- Tanzorchester Klaus Hallen
- Tanzorchester Willy Berking
- WDR Tanz- und Unterhaltungsorchester